# Skomlin (gemeente)
De gemeente Skomlin is een landgemeente in het Poolse woiwodschap Łódź, in powiat Wieluński.
De zetel van de gemeente is in Skomlin.
Op 30 juni 2004 telde de gemeente 3463 inwoners.
De gemeente beslaat 5,92% van de totale oppervlakte van de powiat.

## Oppervlakte gegevens
In 2002 bedroeg de totale oppervlakte van gemeente Skomlin 54,95 km², waarvan:
- agrarisch gebied: 77%
- bossen: 14%

## Demografie
Stand op 30 juni 2004:
| Omschrijving                   | Totaal | Totaal | Vrouwen | Vrouwen | Mannen | Mannen |
| ------------------------------ | ------ | ------ | ------- | ------- | ------ | ------ |
| eenheid                        | aantal | %      | aantal  | %       | aantal | %      |
| inwoners                       | 3463   | 100    | 1750    | 50,5    | 1713   | 49,5   |
| bevolkingsdichtheid (inw./km²) | 63     | 63     | 31,8    | 31,8    | 31,2   | 31,2   |

In 2002 bedroeg het gemiddelde inkomen per inwoner 1314,07 zł.

## Administratieve plaatsen (sołectwo)
Bojanów, Brzeziny, Klasak Duży, Maręże, Skomlin (sołectwa: Skomlin I en Skomlin II), Toplin, Walenczyzna, Wichernik, Wróblew, Zbęk.

## Overige plaatsen
Kazimierz, Klasak Mały, Ług, Malinówka, Smugi, Wygoda, Zadole, Złota Góra.

## Aangrenzende gemeenten
Biała, Gorzów Śląski, Łubnice, Mokrsko, Praszka, Wieluń